# Trampled by Turtles
Trampled by Turtles ist eine 2003 in Minnesota, Vereinigte Staaten, gegründete Bluegrass-/Indie-Folk-Band.

## Geschichte
Trampled by Turtles wurde ursprünglich als Nebenprojekt 2003 von Frontmann Dave Simonett gegründet. Dieser verlor jedoch genau in dieser Zeit, durch einen Autodiebstahl während einer Show, sein komplettes Equipment. Mit nur noch einer akustischen Gitarre ausgestattet begann er sich nun verstärkt auf seine ehemals nur als Nebenprojekt gedachte Band zu konzentrieren. Durch das Handicap der fehlenden Ausrüstung ließ sich Dave Simonett nun vor allem von Folk, Bluegrass und anderen Genres inspirieren, die ohne elektronische Verstärkung auskommen. Hierfür suchte er sich weitere Musiker, die wie er selbst keine Erfahrungen im Bluegrass hatten. So kam Ryan Young als Geigenspieler und ursprüngliches Mitglied einer Speed-Metal-Band und Tim Saxhaug als Bassist einer Jam-Band hinzu. Zusammen mit Erik Berry an der Mandoline und Dave Carroll am Banjo begannen sie nun erste Lieder einzuspielen.
Im Jahr 2004 veröffentlichten sie ihr Debütalbum Songs from a Ghost Town. Bereits ein Jahr später folgte ihr zweites Album Blue Sky and the Devil beim Label BanjoDad Records. Der musikalische Durchbruch gelang ihnen 2010 mit dem fünften Album Palomino, das es auf Platz 1 der Billboard Top Bluegrass Albums sowie auf Platz 11 der Billboard Top Heatseekers schaffte. So wurde ihre Musik in den TV-Shows Der gefährlichste Job Alaskas (Originaltitel: Deadliest Catch) und Squidbillies verwendet.
Ihr Album Stars and Satellites erschien 2013 und schaffte es in acht verschiedenen Billboard Charts unter die Top 50, darunter Platz 32 in den Billboard 200, und Platz 47 der Top Rock Albums. Der auf dem Album enthaltene Song Alone ist Teil der Titelmusik des Filmes Ganz weit hinten.
Ihr Album Wild Animals erschien 2014 und erreichte in den Billboard 200 Platz 29.

Trampled by Turtles, Live 2014
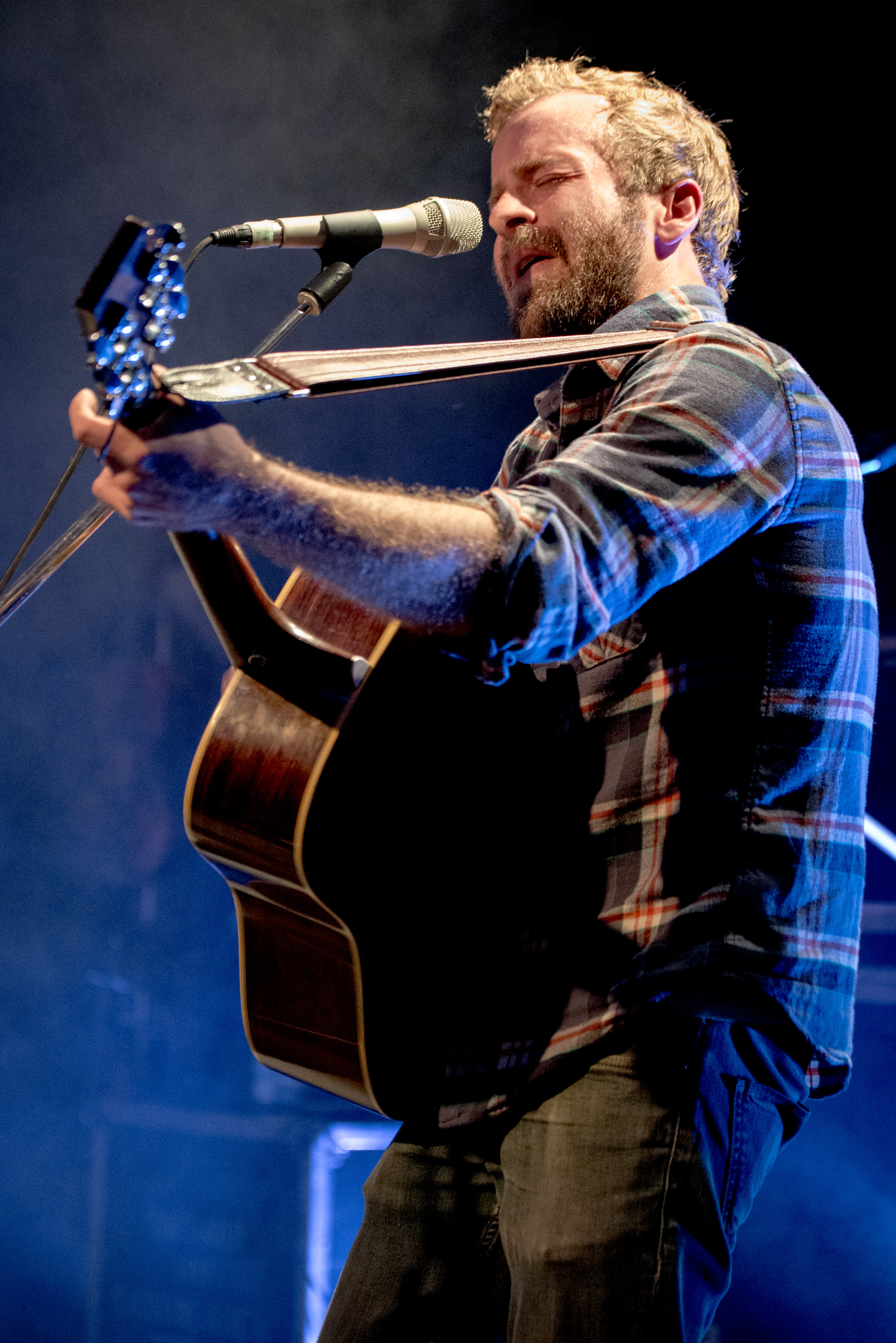
Dave Simonett
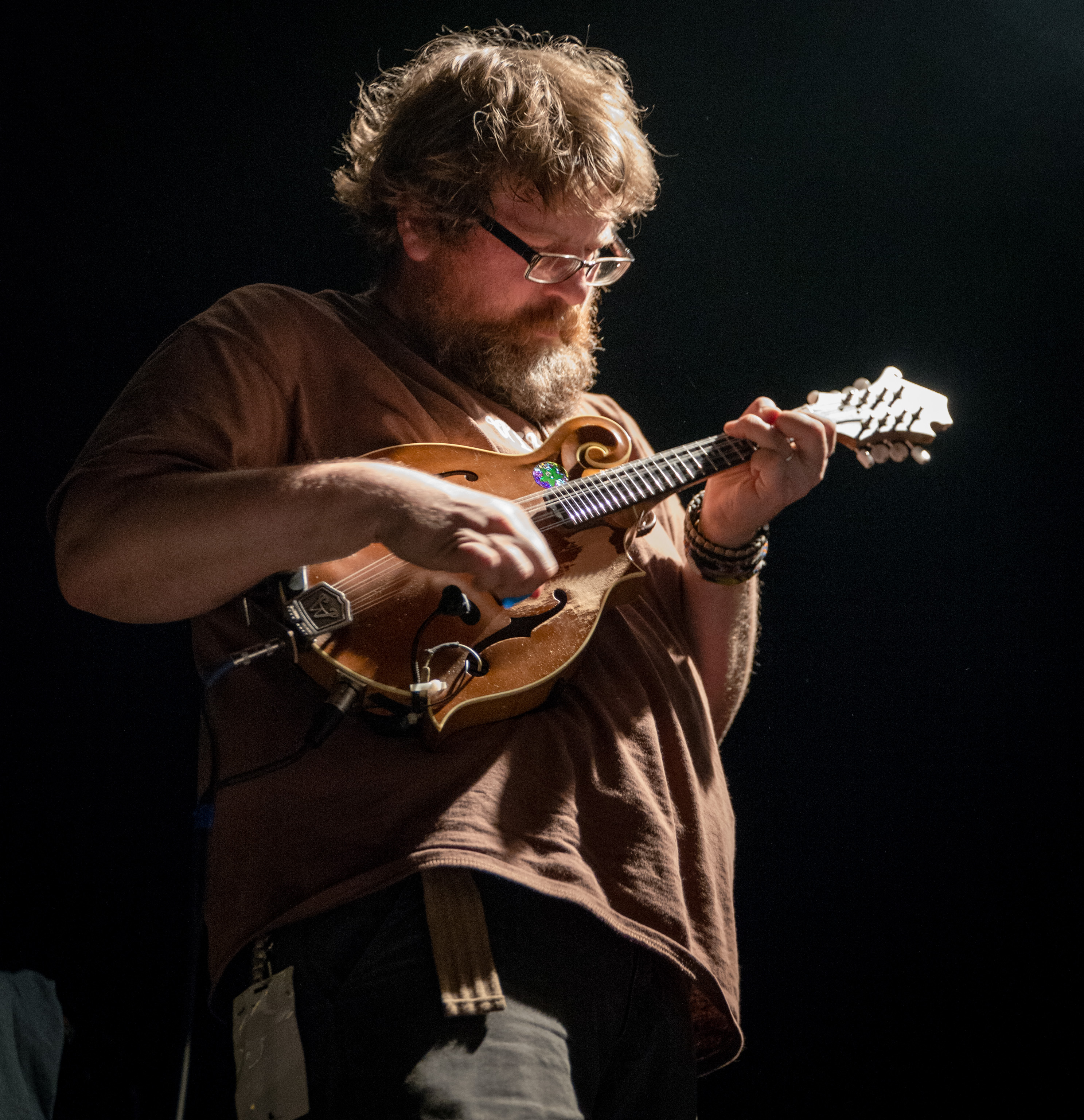
Erik Berry
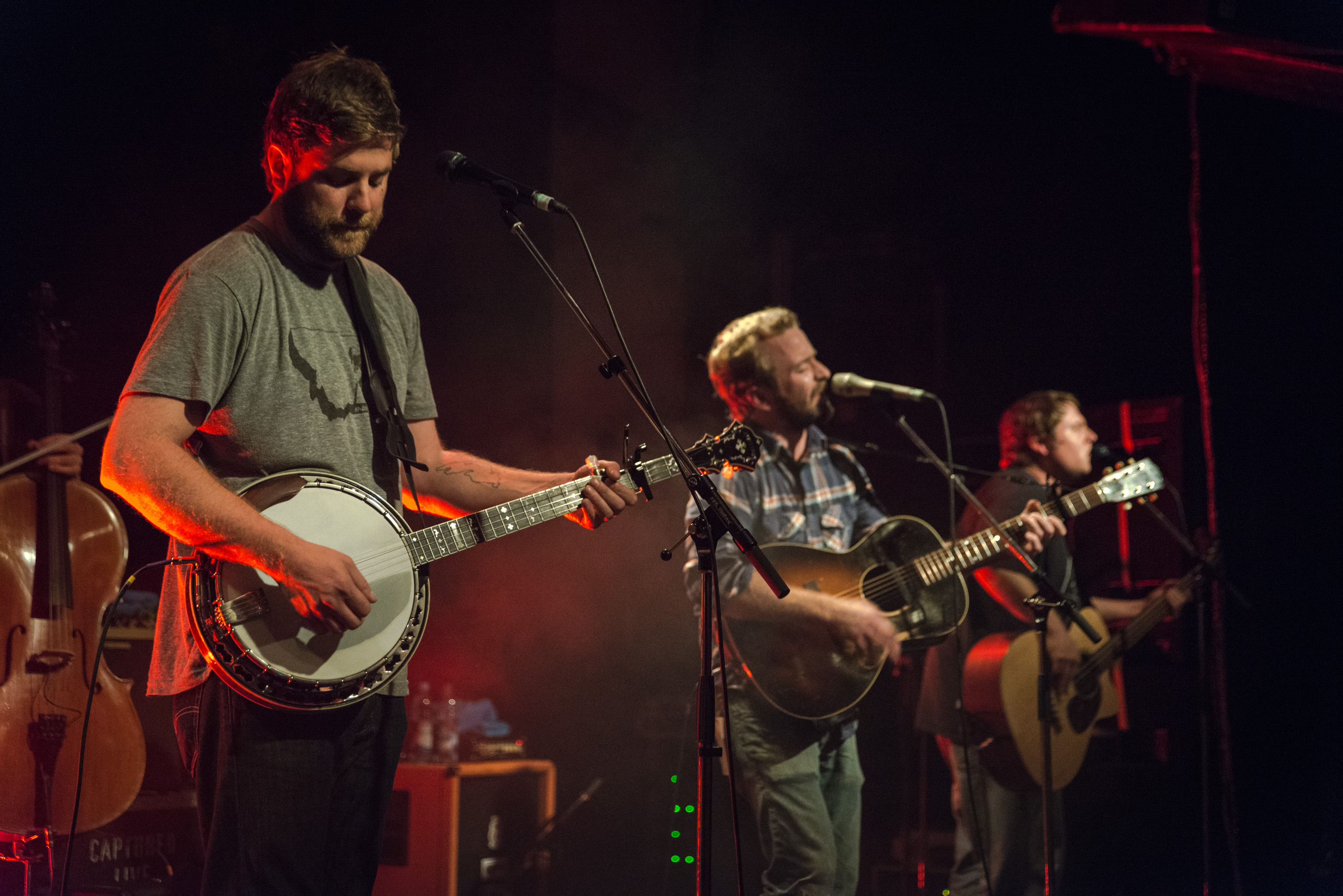
Dave Carroll mit Banjo
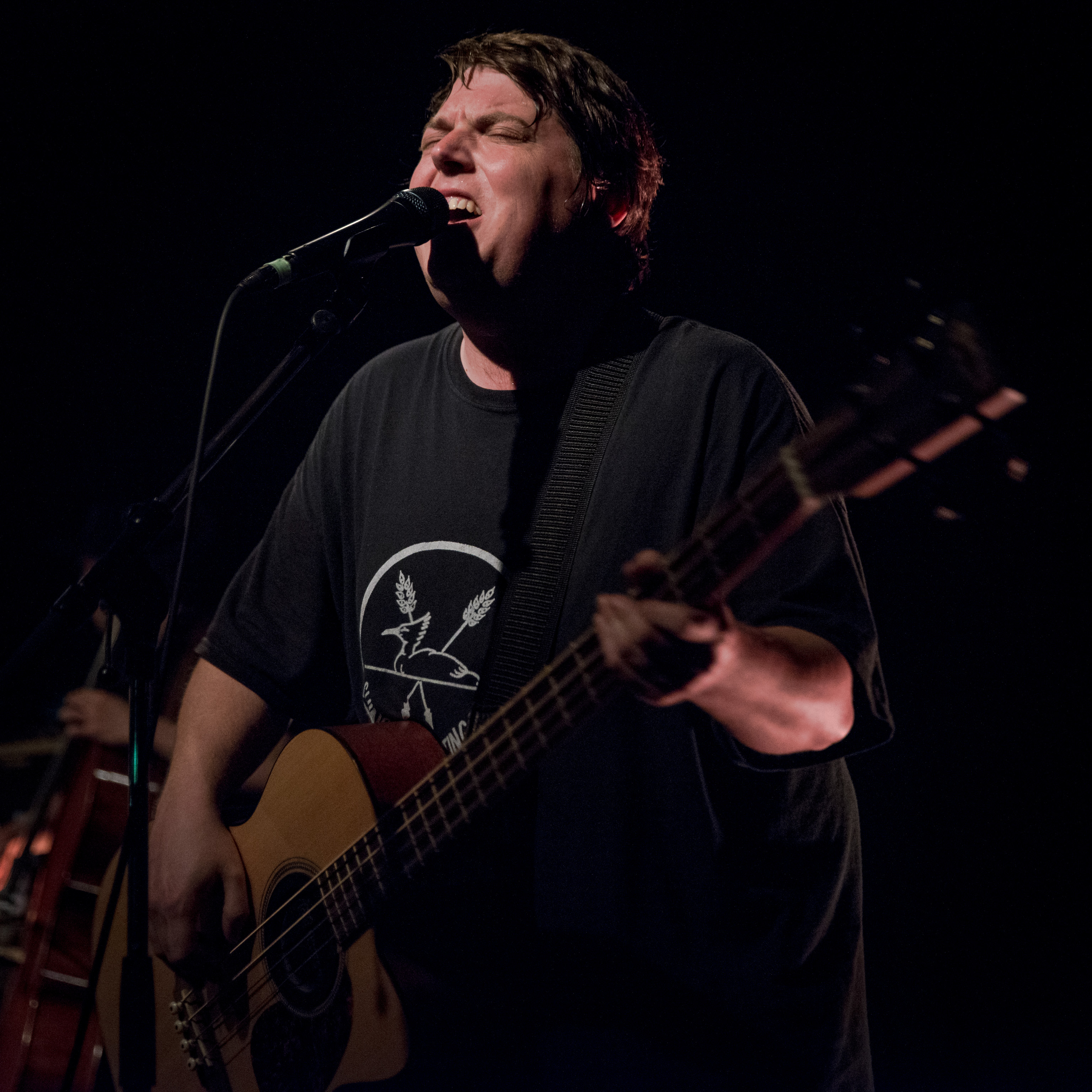
Tim Saxhaug
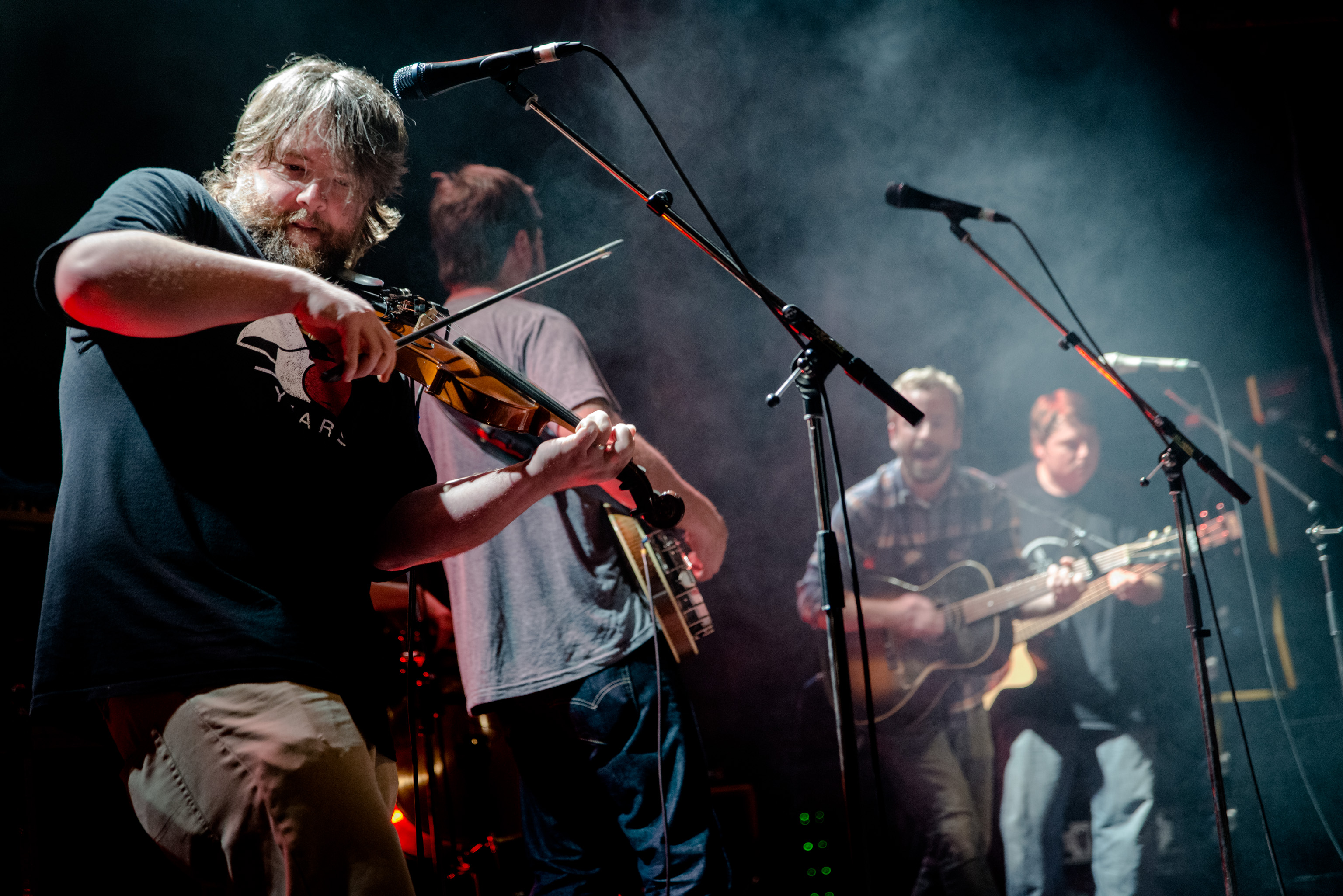
Ryan Young

## Diskografie
Alben
- Songs from a Ghost Town (2004; Self)
- Blue Sky and the Devil (2005; BanjoDad Records)
- Trouble (2007; BanjoDad Records)
- Duluth (2008; BanjoDad Records)
- Palomino (2010; BanjoDad Records)
- Stars and Satellites (2012; BanjoDad Records)
- Live at First Avenue (2013; BanjoDad Records)
- Wild Animals (2014; BanjoDad Records)
- Life Is Good on the Open Road (2018)